# Acipenser baerii
Acipenser baerii је зракоперка из реда Acipenseriformes. 

## Угроженост
Ова врста се сматра рањивом у погледу угрожености врсте од изумирања.

## Распрострањење
Ареал врсте је ограничен на мањи број држава. 
Врста насељава Русију и Кину. Присуство у Казахстану није потврђено.

## Станиште
Станиште врсте су слатководна подручја. 